# Catonia cinctifrons
Catonia cinctifrons är en insektsart som först beskrevs av Fitch 1856.  Catonia cinctifrons ingår i släktet Catonia och familjen vedstritar. Inga underarter finns listade i Catalogue of Life.